# Тваян
Тваян (керек. Твэйэн) — река на полуострове Камчатка. Протекает по территории Быстринского района Камчатского края России. Близ устья расположен одноимённый посёлок.
Длина реки 53 км, площадь бассейна — 204 м². Берёт истоки в болоте у северного подножия горы Интана. Протекает преимущественно в широтном направлении. Впадает в Ичу слева на расстоянии 80 км от её устья.
Название в переводе с коряк. Твэйэн — «травянистая река».
По данным государственного водного реестра России относится к Анадыро-Колымскому бассейновому округу. Код водного объекта 19080000212120000030386.